# Боїська-Кольонія (Мазовецьке воєводство)
Боїська-Кольонія (пол. Boiska-Kolonia) — село в Польщі, у гміні Солець-над-Віслою Ліпського повіту Мазовецького воєводства.
Населення — 95 осіб (2011).
У 1975-1998 роках село належало до Радомського воєводства.

## Демографія
Демографічна структура станом на 31 березня 2011 року:
|          | Загалом | Допрацездатний вік | Працездатний вік | Постпрацездатний вік |
| -------- | ------- | ------------------ | ---------------- | -------------------- |
| Чоловіки | 46      | 8                  | 31               | 7                    |
| Жінки    | 49      | 8                  | 22               | 19                   |
| Разом    | 95      | 16                 | 53               | 26                   |